# 莫干山路 (杭州)
莫干山路，是浙江省杭州市的一条道路，南起拱墅区天目山路、环城北路及环城西路交叉口，北至余杭区瓶窑镇长命村，原来全长11公里，2012年余杭区将勾庄路、良渚路、良博路三段道路统一命名为莫干山路，由此道路延长到瓶窑，总长达到22千米。莫干山路提升改造工程（石祥路至绕城北线104国道收费站）全长5.5公里，其快速路部分称为莫干山高架路，于2022年6月12日通车。

## 地面相交道路
↑南接环城西路
- 西：天目山路、东：环城北路
- 西：混堂巷、东：密渡桥路
- 西：武林巷
- 西：文三路、东：文晖路
- 西：文三支路、东：沈塘桥弄
- 东：沈塘桥路
- 东：莫干巷
- 西：文二路、东：潮王路
- 西：文北巷
- 西：文化巷
- 文一路
- 东：双荡弄
- 西：西溪河下路、东：草营巷
- 东：信义巷
- 余杭塘路
- 西：塘河路、东：贾家西路
- 西：三宝西路、东：三宝路
- 西：教工路、东：大关路
- 西：景苑路、东：秉祥巷
- 西：月亮路
- 西：隐秀路、东：古运路
- 西：正德里街、东：打铁弄
- 登云路
- 西：棠子桥路
- 西：萍水街、东：萍水东街
- 西：方家埭街、东：桥弄街[6]
- 西：润园街
- 西：申花路、东：湖州街
- 花园岗街
- 西：夏萌巷、东：福茹弄
- 西：工发路
- 石祥路
- 祥符路
- 三墩路
- 东：星桥街
- 西：灯彩东街、东：祥园路
- 西：广业街、东：新文路
- 上园路
- 西：金家渡南路
- 西：金家渡路、东：通运街
- 金昌路
- 西：金家渡北路、东：好运街
- 良运街
- 西：白洋路
- 西：蒋家塘路
- 东：万年桥路
- 通信桥路
- 西：庄墩路、东：棕榈路
- 西：联良路、东：丁公路
- 西：邱家兜路
- 长深高速 杭州绕城高速良渚互通

良渚大道
- 祥闻线
- 康良街
- 疏港公路、祥章线
- 周家里街
- 玉琮路
- 水口头街
- 良博路
- 荀莘路
- 运溪路（ 320国道）
- 安西线
- 荀真路
- 设计路
- 梧桐圩路
- 胡林路
- 龙腰塘路
- 文润路
- 南：上高线、北：长胡路
- 安溪路
- 祥高线
- 观山路
- 祥稚线

## 地铁
- 天目山路、环城北路口：23武林门站
- 文三路、文晖路口；文三支路、沈塘桥弄口；沈塘桥路口：219沈塘桥站
- 隐秀路、古运路口：10北大桥站
- 萍水街、萍水东街口；方家埭街、桥弄街口：510和睦站
- 花园岗街口：10花园岗站

## 快速路出入口立交列表
| 里程                                                                                         | 类型       | 名称           | 连接                  | 说明       |
| -------------------------------------------------------------------------------------------- | ---------- | -------------- | --------------------- | ---------- |
|                                                                                              | 枢纽       | 留石快速路立交 | 留石高架路            |            |
|                                                                                              | 出入口     | 三墩路（南）   | 三墩路                | 限北向进出 |
|                                                                                              | 出入口     | 石祥西路（北） | 石祥西路              | 限南向出   |
|                                                                                              | 出入口     | 通运街（南）   | 通运街                | 限北向出   |
|                                                                                              | 出入口     | 金昌路（南）   | 金昌路                | 限南向入   |
|                                                                                              | 出入口     | 好运路（北）   | 好运路                |            |
|                                                                                              | 出入口     | 棕榈路（南）   | 棕榈路                |            |
|                                                                                              | 主线出入口 | 良渚互通       | 长深高速 杭州绕城高速 |            |
| 1.000 英里 = 1.609 千米；1.000 千米 = 0.621 英里 并行路段 • 已关闭／取消 • 限制进入 • 未开放 |            |                |                       |            |